# Festo
Festo (in greco Φαιστός? - Faistós) è un comune della Grecia situato nell'isola di Creta (unità periferica di Candia) con 23 882 abitanti secondo i dati del censimento 2001.
È stato istituito a seguito della riforma amministrativa detta programma Callicrate in vigore dal gennaio 2011 che ha abolito le prefetture e accorpato numerosi comuni.

## Scavi archeologici

Principali centri palaziali a Creta

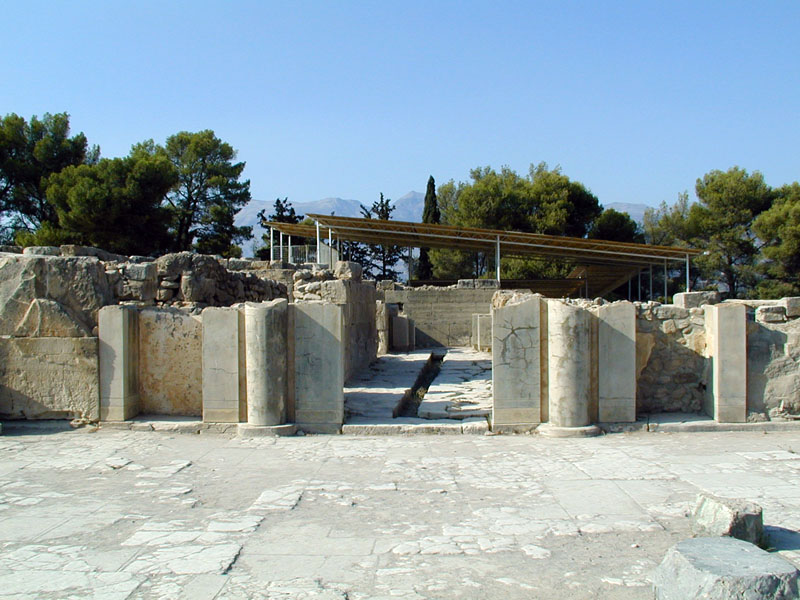
Entrata dell'ala principale del palazzo

I resti dell'antica città di Festo sono situati nella parte meridionale dell'isola di Creta, nella piana della Messarà, a qualche chilometro dal mare.
Il suo palazzo, assieme a quello di Cnosso, è uno dei siti più importanti della civiltà minoica.
La città, abitata sin dal neolitico, ebbe il maggiore sviluppo verso la prima metà del II millennio a.C., quando divenne un fiorente centro commerciale verso l'Egitto e le città costiere dell'Asia minore.
L'approvvigionamento idrico era assicurato dal fiume Geropotamos e da una serie di pozzi, alcuni dei quali assai profondi. Matala 9 km a sud-ovest costituiva lo scalo marittimo di Festo.
Il luogo del sito fu identificato nel 1850, mentre l'inizio degli scavi italiani (condotti da Antonio Taramelli e Federico Halbherr) risale al 1884.
Le ricerche portarono alla scoperta di vestigia palaziali, abbondante materiale ceramico policromo, riconducibile allo stile di Kamares, ed alcune iscrizioni in Lineare A.
Nel 1908 in prossimità del palazzo fu scoperto il Disco di Festo.
Nel 1950 nuove ricerche furono intraprese sotto l'egida della Scuola archeologica italiana di Atene allora diretta da Doro Levi.
Resti di un primo palazzo, risalente alla fine del XVI secolo a.C., permettono di ricostruirne l'impianto, costituito da un ingresso monumentale, che conduce alla corte rettangolare, chiusa da un colonnato, e da magazzini e sale di servizio.
Il successivo palazzo, distrutto da un incendio nella seconda metà del XV secolo a.C., si articolava su terrazze intorno al cortile centrale, sul quale si affacciavano gli appartamenti regali, le sale di rappresentanza ed i quartieri di servizio.
In età ellenistica l'occupazione del sito è documentata da numerose case private munite di cortile interno. Festo fu poi distrutta intorno al 150 a.C. dalla rivale Gortina, anche se venne successivamente ricostruita in età romana sopravvivendo fino all'età bizantina.